# Pigeon cauchois
Le pigeon cauchois (autrefois appelé maillé de Caux) est une race française de pigeon domestique originaire du pays de Caux, en Normandie. Son lointain ancêtre est le pigeon biset. Il fait partie de la liste des animaux concernés par le Conservatoire des races normandes et du Maine.

## Histoire
Le pigeon cauchois est issu de plus de trois siècles de sélection, notamment de croisements avec le boulant et le mondain. Boileau le mentionne dans ses Satires, publiées à partir de 1666. Autrefois, il était présent dans tous les pigeonniers des fermes et grandes demeures de la région. Il est élevé pour la finesse de sa chair, et aujourd'hui aussi comme oiseau de volière.

## Description
Il s'agit d'un gros pigeon (entre 600 et 800 grammes) plutôt haut sur pattes à la poitrine large de 80 à 95 cm d'envergure. Son plumage, originellement maillé, est dense et serré et existe en divers coloris. Son port est légèrement penché, ses yeux vifs sont orangés. C'est un oiseau très rustique, prolifique et bon éleveur.

## Illustrations

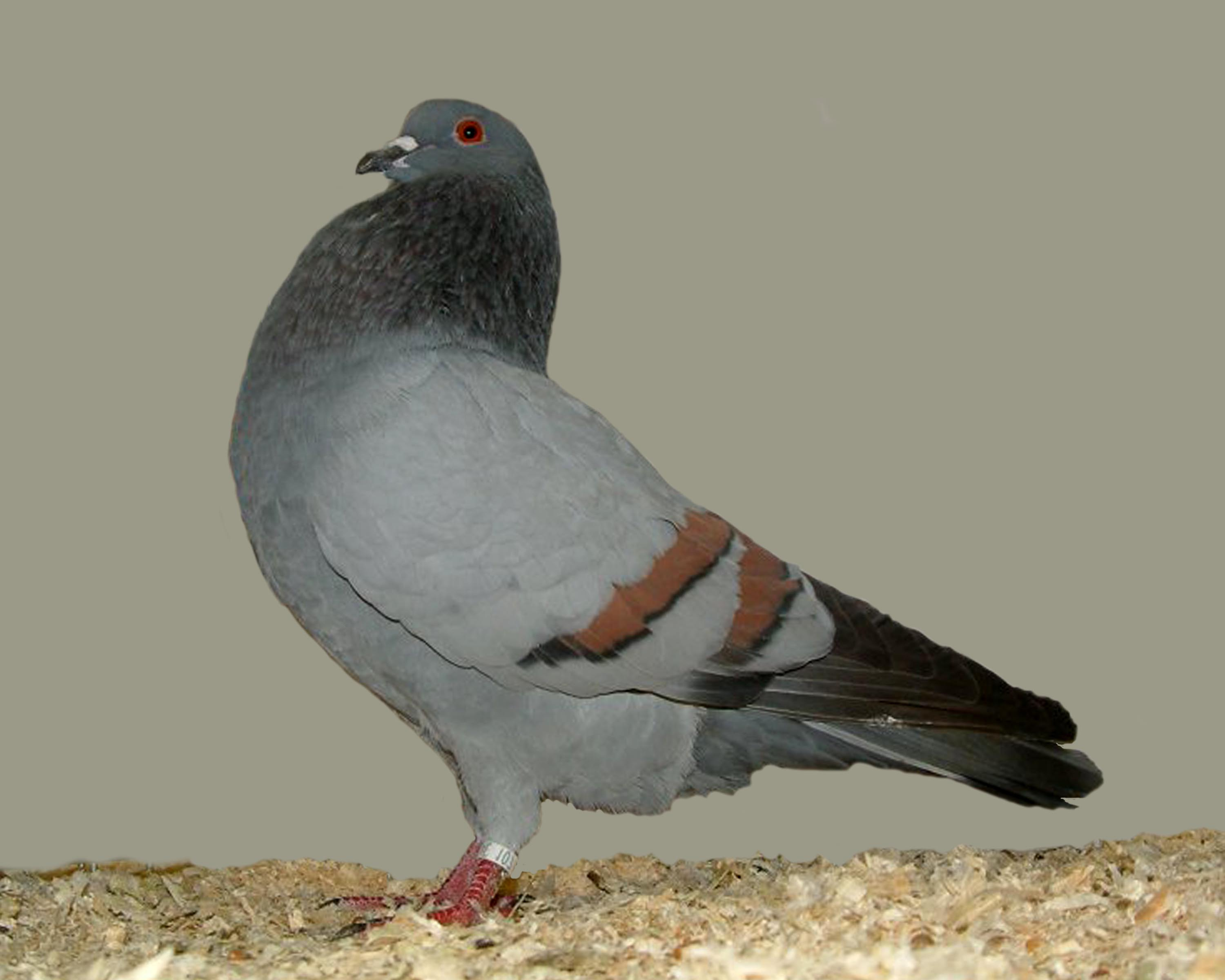
Cauchois bleu barré rouge
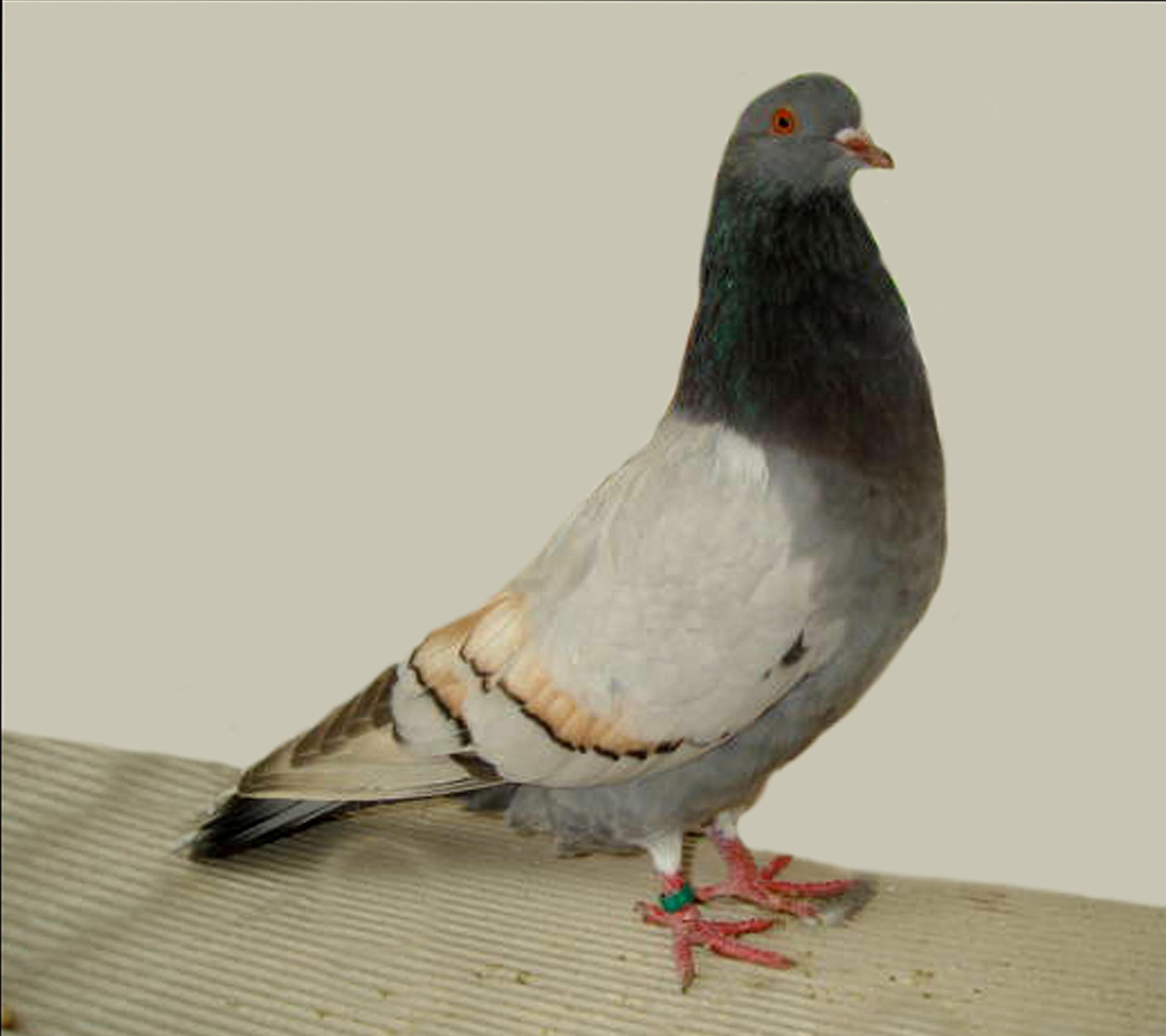
Cauchois bleu barré rose
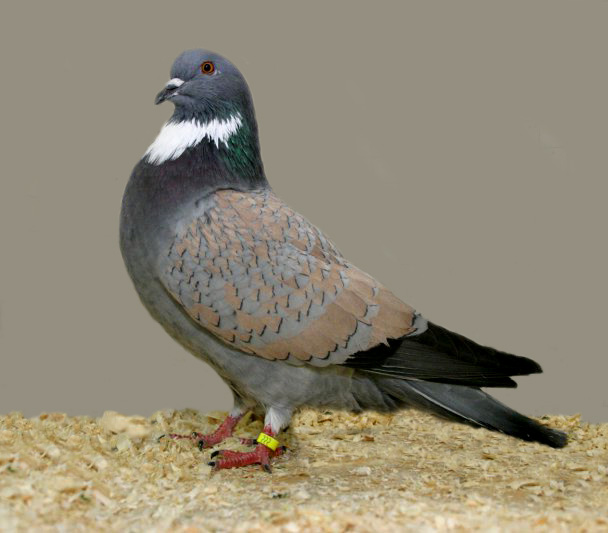
Cauchois bleu maillé rose à bavette blanche
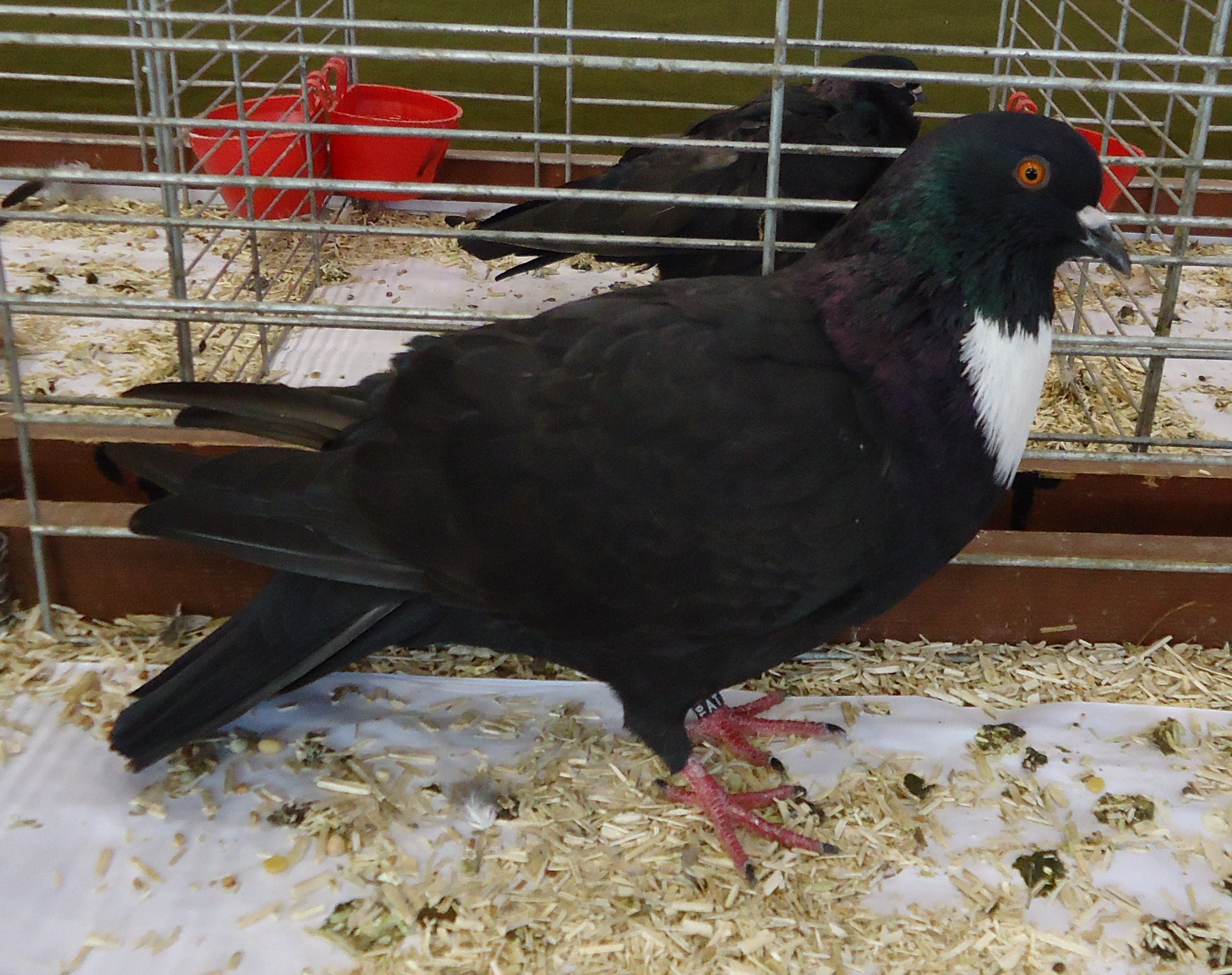
Cauchois noir à bavette blanche
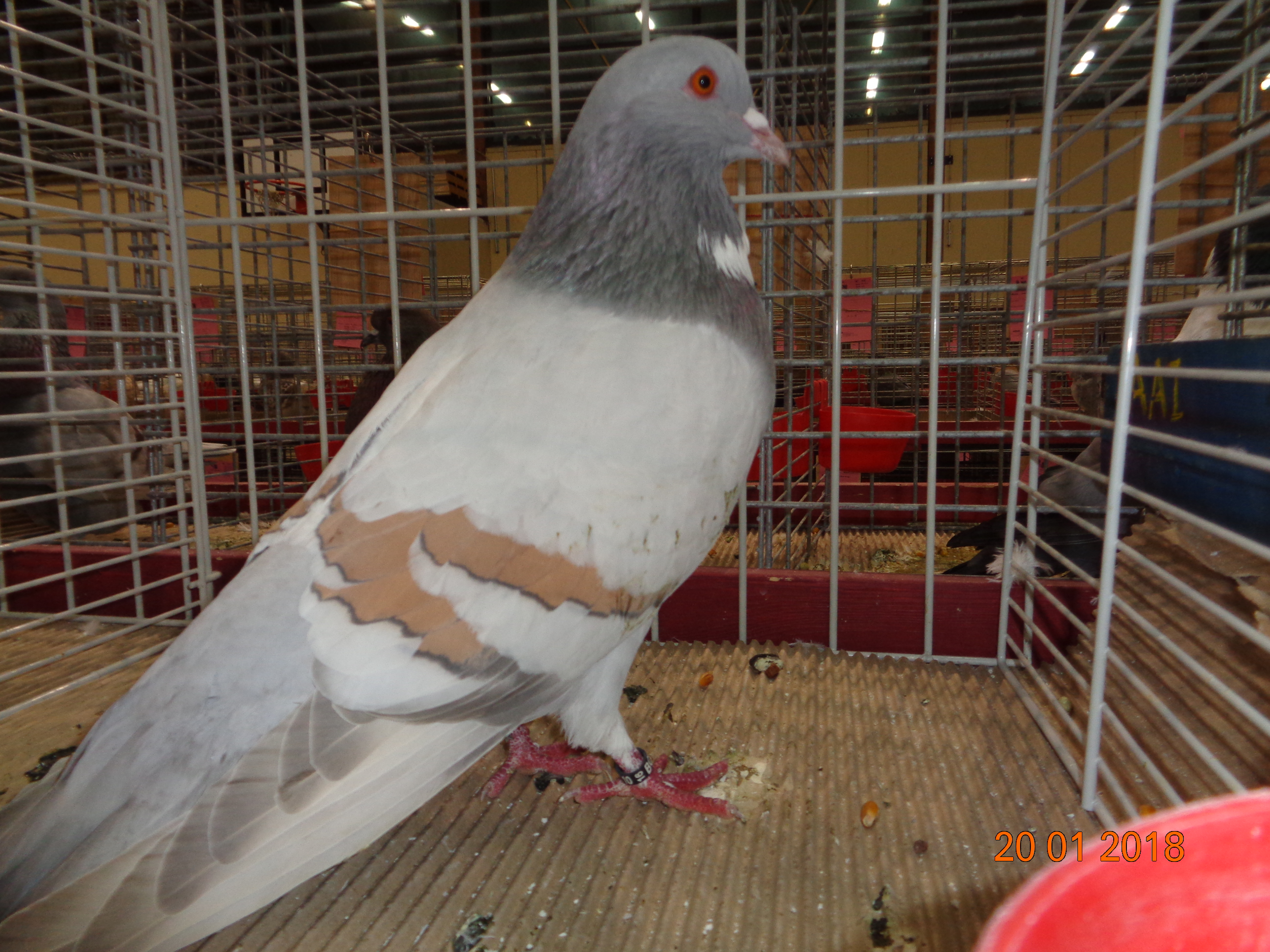
Cauchois argenté barré jaune à bavette blanche
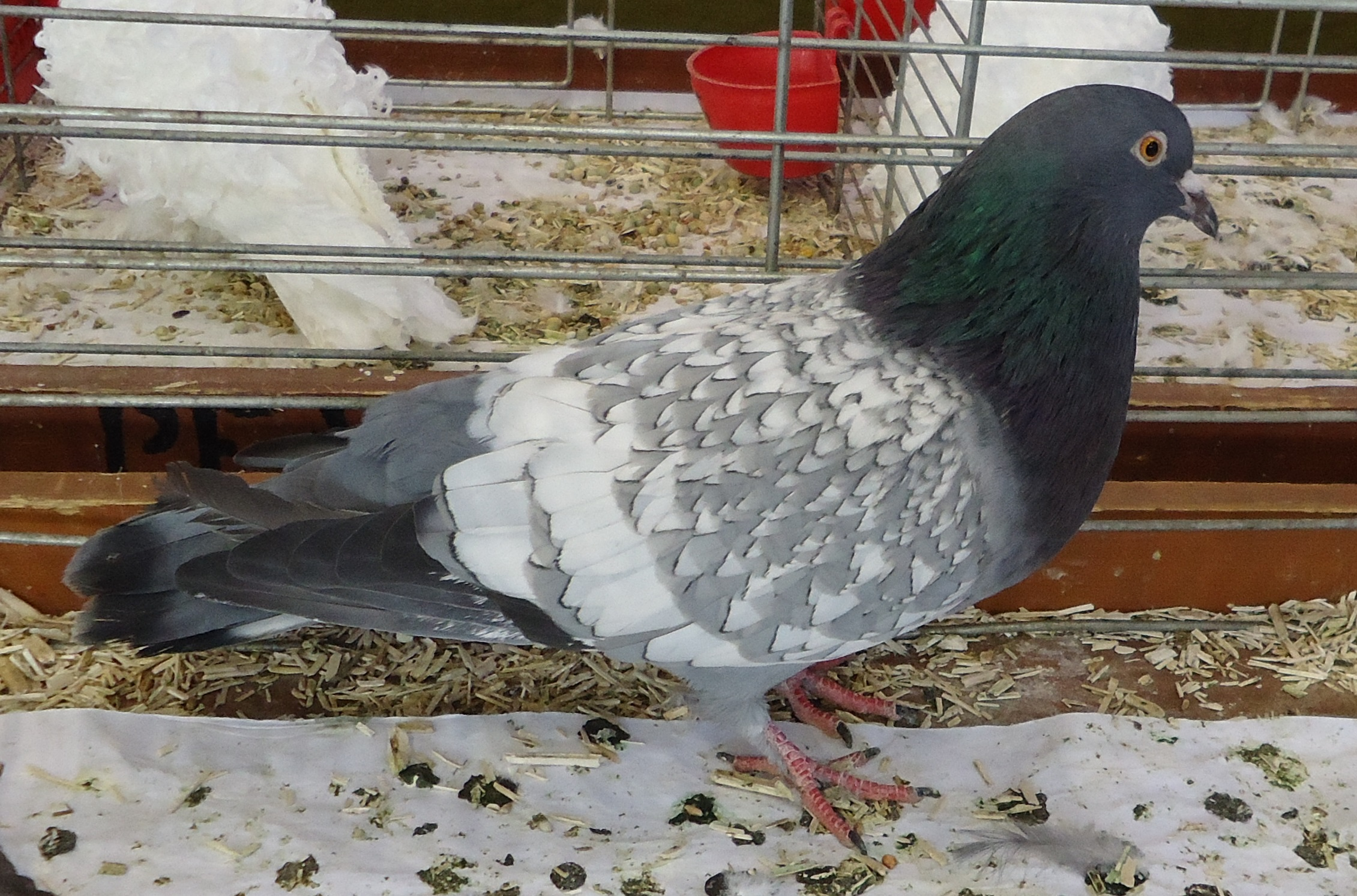
Cauchois bleu maillé blanc
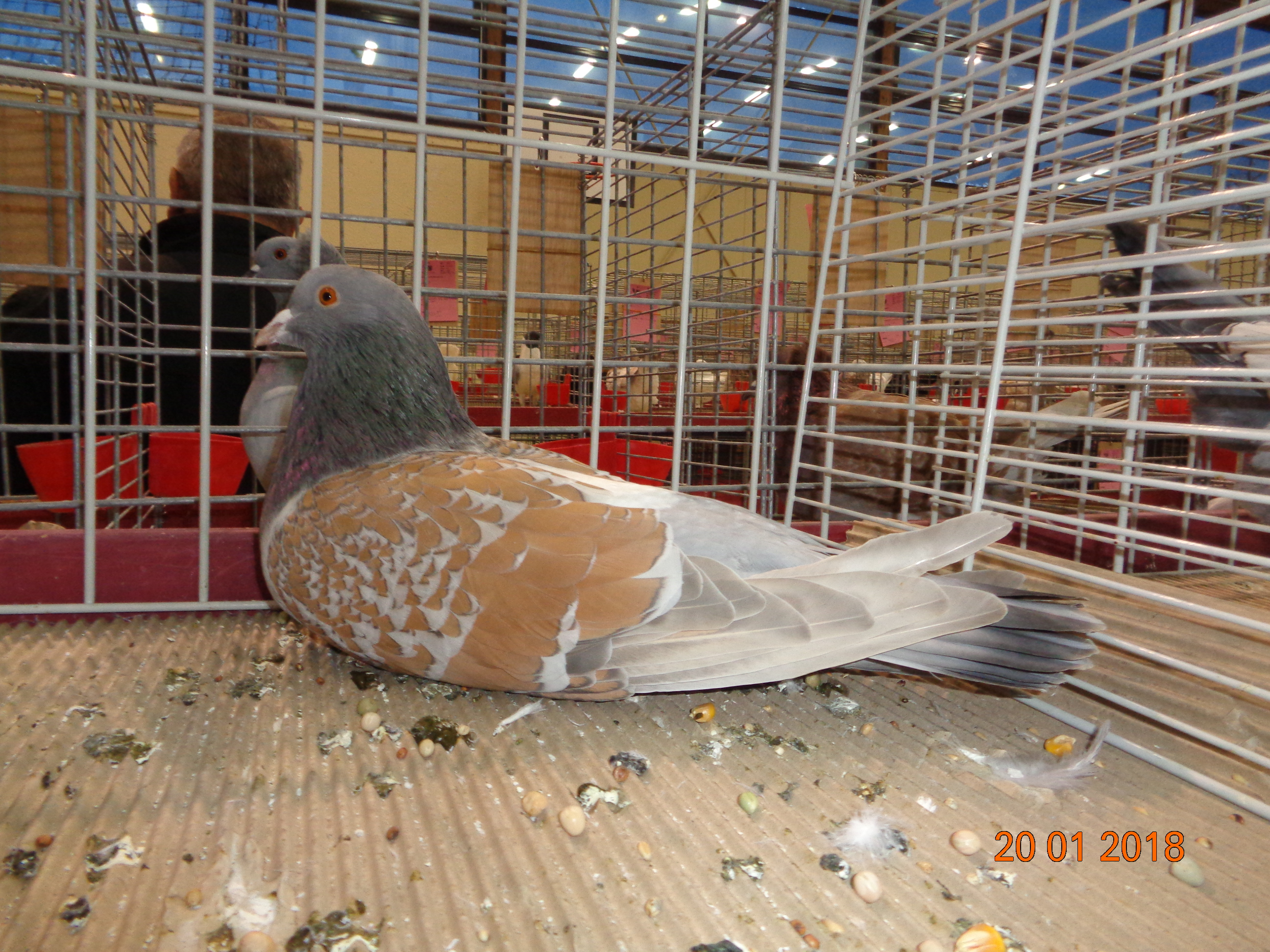
Cauchois argenté maillé jaune
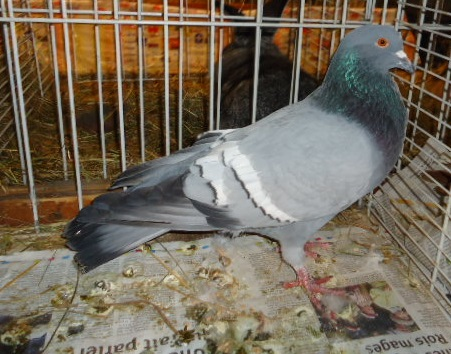
Cauchois bleu barré blanc
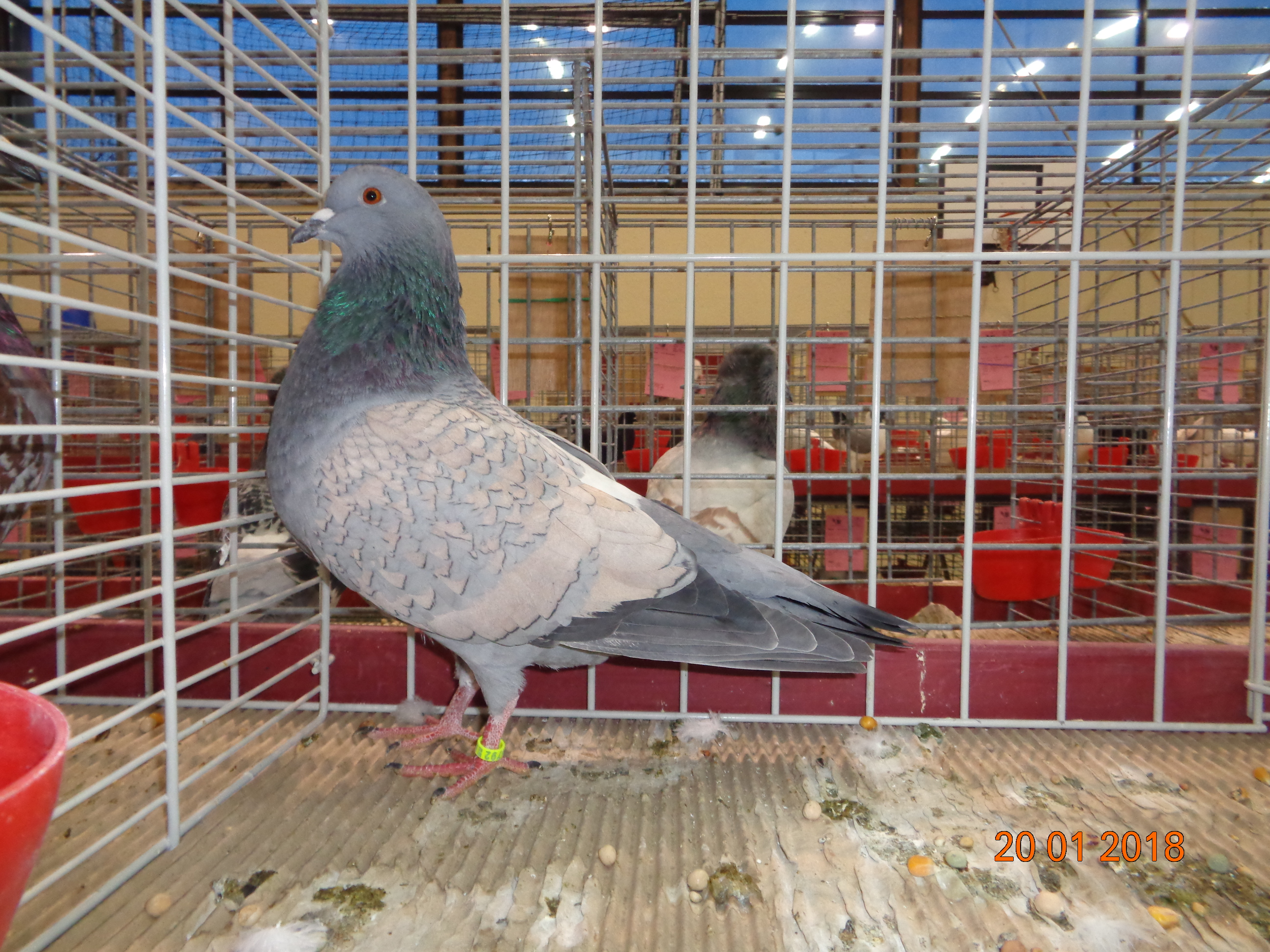
Cauchois maillé bleu
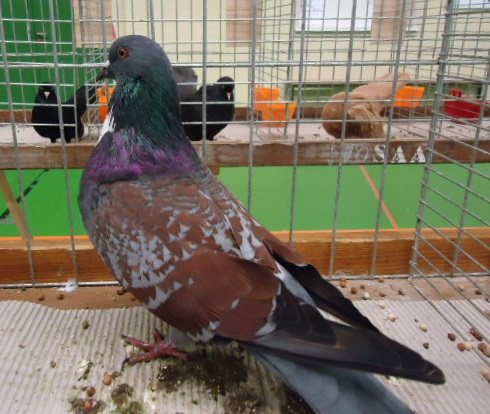
Cauchois bleu maillé rouge à bavette